# Skaly Anastasa Mikojana
Die Skaly Anastasa Mikojana (englisch; russisch Скалы Анастаса Микояна) sind eine Gruppe von Felsvorsprüngen im ostantarktischen Coatsland. In der Shackleton Range ragen sie in der Umgebung des Sauria Buttress aus dem Pioneers Escarpment auf. 
Russische Wissenschaftler benannten die Gruppe nach dem sowjetischen Politiker Anastas Mikojan (1895–1978).